# (474036) 2016 GH208
(474036) 2016 GH208 es un asteroide perteneciente al cinturón de asteroides, descubierto el 12 de mayo de 2011 por el equipo del Mount Lemmon Survey desde el Observatorio del Monte Lemmon, Arizona, Estados Unidos.

## Designación y nombre
Designado provisionalmente como 2016 GH20.

## Características orbitales
2016 GH208 está situado a una distancia media del Sol de 3,138 ua, pudiendo alejarse hasta 3,356 ua y acercarse hasta 2,921 ua. Su excentricidad es 0,069 y la inclinación orbital 11,68 grados. Emplea 2031 días en completar una órbita alrededor del Sol.

## Características físicas
La magnitud absoluta de 2016 GH208 es 15,877.